# Reduktiver Ausbau (Wein)

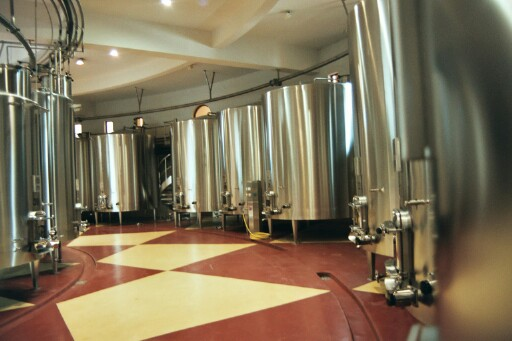
Stahltanks für den reduktiven Ausbau in einer Weinkellerei

Reduktiver Ausbau ist eine Methode bei der Weinherstellung. Dabei wird der Jungwein während seines Ausbaus weitgehend vor Oxidation geschützt. Durch diese Ausbauart wird der Wein auch nach der Gärung in einem reduktiven Zustand gehalten, was die Reifung und Aromatik des Weins wesentlich beeinflusst sowie seinen Farb-, Geruchs- und Geschmackseindruck prägt.
Die Oxidation wird durch Maßnahmen wie Schwefelung, Schönung und Filtration verhindert. Eine entscheidende Rolle spielt dabei der Einsatz luftabschließender  Weinbehälter, wobei heute in der Praxis Edelstahltanks bevorzugt werden. 
Der Prozess kann bei Bedarf auch weniger reduktiv gesteuert werden, da ein extrem reduktiver Ausbau auch den Gesamtausdruck und das Entwicklungspotential des Weins beeinträchtigen kann. Werden bei einem gemäßigt reduktiven Ausbau Holzfässer verwendet, sollten diese immer aufgefüllt und verschlossen werden, um den Zutritt des Oxidationsmittels Luft einzuschränken.
Reduktiver Ausbau dient zur Herstellung frischer, aromatischer und fruchtbetonter Weine und ist insbesondere für die Herstellung von Weißwein und Schaumwein relevant. In Deutschland und Österreich ist diese Ausbauart ein Standard, der bei fast allen Weißweinen und Schaumweinen angewendet wird. Ausnahmen sind traditionell in südlicheren Weinregionen anzutreffen, wobei sich auch dort in den letzten Jahren der reduktive Ausbau durchgesetzt hat. Einen reduktiv ausgebauten Weißwein erkennt man auch an seiner weiß- bis hellgelben Weinfarbe.
Das Gegenstück zum reduktiven Ausbau ist der oxidative Wein, der oft mit einer oxidativeren Gärung verbunden wird und bewusst bei bestimmten Weinarten wie Sherry eingesetzt wird, die eine höhere Redoxstufe besitzen.